# Service public fédéral Affaires étrangères
Vous pouvez aider à l'améliorer ou bien discuter des problèmes sur sa page de discussion.
- Il peut contenir un travail inédit ou des déclarations non vérifiées. Vous pouvez l’améliorer en ajoutant des références. (Marqué depuis décembre 2020)

Vous pouvez aider à l'améliorer ou bien discuter des problèmes sur sa page de discussion.
- Il ne cite pas suffisamment ses sources. Vous pouvez indiquer les passages à sourcer avec {{référence nécessaire}} ou {{Référence souhaitée}}, et inclure les références utiles en les liant aux notes de bas de page. (Marqué depuis décembre 2020)
- Il doit être débarrassé d’une partie de son jargon. Sa qualité peut être largement améliorée en utilisant un vocabulaire directement compréhensible par le plus grand nombre. (Marqué depuis décembre 2020)
- Son ton est trop promotionnel ou publicitaire, voire hagiographique. Le texte doit adopter un ton neutre et encyclopédique. (Marqué depuis décembre 2020)
- Il n’est pas rédigé dans un style encyclopédique. (Marqué depuis décembre 2020)

- Archive Wikiwix
- Bing
- Cairn
- DuckDuckGo
- E. Universalis
- Gallica
- Google
- G. Books
- G. News
- G. Scholar
- Persée
- Qwant
- (zh) Baidu
- (ru) Yandex
- (wd) trouver des œuvres sur Wikidata

Le Service public fédéral Affaires étrangères, Commerce extérieur et Coopération au développement (SPF AE) est le ministère des Affaires étrangères du gouvernement du royaume de Belgique chargé de la politique étrangère, des relations au sein de l'Union européenne, de la politique de coopération au développement ainsi que de certains aspects de la politique en matière de commerce extérieur. L'administration centrale à Bruxelles dirige le réseau des représentations diplomatiques et consulaires à l'étranger.

## Histoire

### Naissance
Après la proclamation d’indépendance de la Belgique du 4 octobre 1830, le ministère des Affaires étrangères du nouveau royaume de Belgique est établi lors du premier gouvernement belge (après la période régie par le gouvernement provisoire) : le gouvernement de Gerlache, dès le 26 février 1831. L’administration qui se met en place dans l’État nouvellement indépendant s’ajoute à quatre autres ministères, ceux de la Guerre, des Finances, de l'Intérieur et de la Justice. Le développement de l'administration centrale coïncide avec l’ouverture des premiers postes diplomatiques de ministre plénipotentiaire, d'abord à Londres, notamment pour représenter la Belgique lors de la conférence éponyme puis à Paris et à Berlin. 
Entre 1830 et 1880, la jeune et neutre Belgique a tenté de se positionner sur le plan international. Dès le début, les compétences du Ministère se sont axées sur des domaines qui occupent encore aujourd'hui une place importante : « Affaires politiques », « Commerce extérieur » et « Consulats ». Les consulats contribuent à l'expansion économique et commerciale de la Belgique et recherchent de nouveaux marchés. Après 1880, les consulats belges sont devenus le fleuron de l'extraordinaire activité économique et commerciale de la Belgique à la suite de la révolution industrielle. L'administration gère de grands investissements, mène des négociations commerciales et signe les premiers traités commerciaux. 

### XXe siècle
Au cours des deux guerres mondiales, les Affaires étrangères quittent le pays. Pendant les années 1914-1918, l'administration est basée au Havre, et elle déménagera à Londres en 1940-1945. Dans les décennies qui ont suivi, l'administration connaît une transformation majeure dans ses missions. L'Europe, le multilatéralisme (coopération internationale) et la coopération au développement se déclinent en plusieurs domaines politiques spécifiques, ce qui se reflète également dans l'organigramme du ministère. 
En 1997, le service déménage de la rue Quatre Bras à Bruxelles à la rue des Petits Carmes. Ce mouvement s'accompagne d'une nouvelle réorganisation qui laisse une place de plus en plus importante aux secteurs multilatéraux et thématiques (droits de l'homme, questions scientifiques, contrôle des armements, questions environnementales). 

### XXIe siècle
En 2000, la réforme de l'administration belge, dite réforme Copernic, entraîne un changement de terminologie : le « ministère » devient un « service public fédéral » dirigé par un « président du comité de direction » et non plus un secrétaire général. Le SPF s'est également adapté au développement de l'État fédéral en Belgique et joue un rôle de coordination dans la création et la représentation des positions belges sur les dossiers européens ou multilatéraux par le biais de concertations avec les autres institutions fédérales ainsi que les régions et communautés en Belgique. 
En raison du développement de Bruxelles au rang de capitale internationale comptant le plus grand nombre de représentations diplomatiques dans le monde, le SPF Affaires étrangères constitue, à travers son Service Protocole, un point de contact pour les missions étrangères en Belgique.

## Mission, activités fondamentales et vision[1]

### Mission
Le SPF Affaires étrangères, Commerce extérieur et Coopération au développement sert, défend et promeut les intérêts de la Belgique et des Belges à l'étranger, tente de stimuler la cohérence de l'action du pays sur la scène internationale et de coordonner la politique européenne de la Belgique en sa qualité d’État fédéral.

### Activités fondamentales
Les activités les plus importantes du SPF Affaires étrangères peuvent se résumer comme suit :
- la défense des intérêts politiques, économiques et juridiques de la Belgique ;
- l’assistance aux Belges à l’étranger et leur protection ainsi que l’assistance au personnel diplomatique/international établi à Bruxelles/en Belgique ;
- la préparation, la coordination et le suivi de la politique européenne de la Belgique sous toutes ses facettes ;
- la défense de valeurs telles que la démocratie, la dignité humaine, les droits de l’homme, l’État de droit et l’égalité des genres ;
- la contribution à la paix et la sécurité dans le monde, par le renforcement du système multilatéral (Nations unies, etc.) et de l’ordre juridique international ;
- la contribution à une société internationale fondée sur la solidarité et à la lutte contre la pauvreté grâce, entre autres, à une coopération au développement durable et ciblée.

### Vision
En sa qualité d'organisation gouvernementale, le SPF vise à apporter une valeur ajoutée à la société belge et internationale. sûr. Ils disposeraient de la possibilité de mieux concilier leur vie professionnelle et leur vie familiale.

## Organisation

### Ministre compétent
- Ministre des Affaires étrangères, des Affaires européennes et de la Coopération au développement : Maxime Prévot (depuis le 3 février 2025)

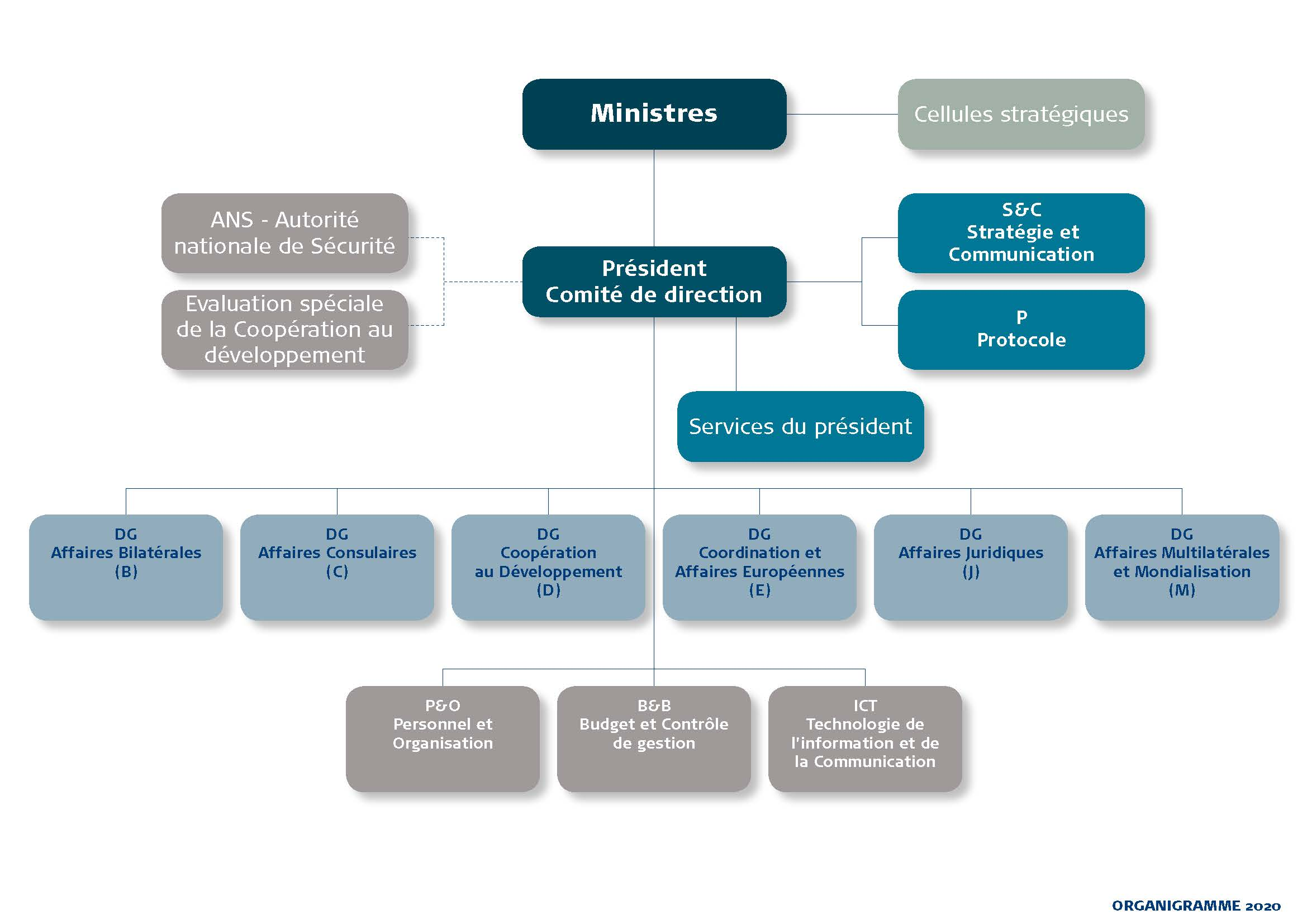
L'organigramme du Service public fédéral Affaires étrangères, Commerce extérieur et Coopération au Développement

### Réseau des postes
L’administration centrale recevrait le soutien d’un réseau diplomatique à échelon mondial, composé de 118 postes en 2020 :
- 84 ambassades
- 17 consulats généraux
- 3 consulats
- 3 bureaux diplomatiques
- 1 bureau belge (à Taipei)
- 8 représentations permanentes au sein des organisations internationales

La Belgique compterait également plus de 300 consuls honoraires à travers le monde. 

### Personnel
En juin 2020, le SPF Affaires étrangères, Commerce extérieur et Coopération au Développement employait 2 909 collaborateurs, parmi lesquels environ 40 % font partie du personnel de l'administration centrale et 60 % du personnel en poste (tant des agents expatriés de la carrière extérieure que des contractuels expatriés et des contractuels recrutés localement). 50 collaborateurs du SPF se trouvent dans la catégorie « situation spéciale » en raison d'un détachement auprès d'une institution internationale ou d'un congé de mission.

## Services aux citoyens et aux diplomates étrangers
Les services consulaires constitueraient une part essentielle des activités du SPF. En effet, l’administration centrale et le réseau des postes sont mobilisés lorsque des Belges sont impliqués dans une crise ou un accident à l'étranger. À cette fin, le SPF tente de fournir aux citoyens belges des conseils de voyage afin de les aider à préparer et organiser leur voyage. L'outil en ligne Travellers Online permet aux Belges de s'inscrire afin d'être plus facilement joignables sur place en cas de problème. Cela permettrait au SPF de fournir des informations et une assistance aux voyageurs. 
En outre, les services consulaires à Bruxelles et les postes consulaires à l'étranger jouent un rôle de service public et sont responsables, par exemple, de la délivrance des cartes d'identité ou des passeports belges, du traitement des demandes de visa ou de la légalisation des documents officiels. 
L'Autorité de sécurité nationale (ANS) fournit un autre type de service. L'ANS est responsable de la délivrance et de la révocation des habilitations de sécurité, des certificats de sécurité et des conseils de sécurité, ainsi que de la gestion et de la supervision de la sécurité adéquate des informations classifiées en Belgique.

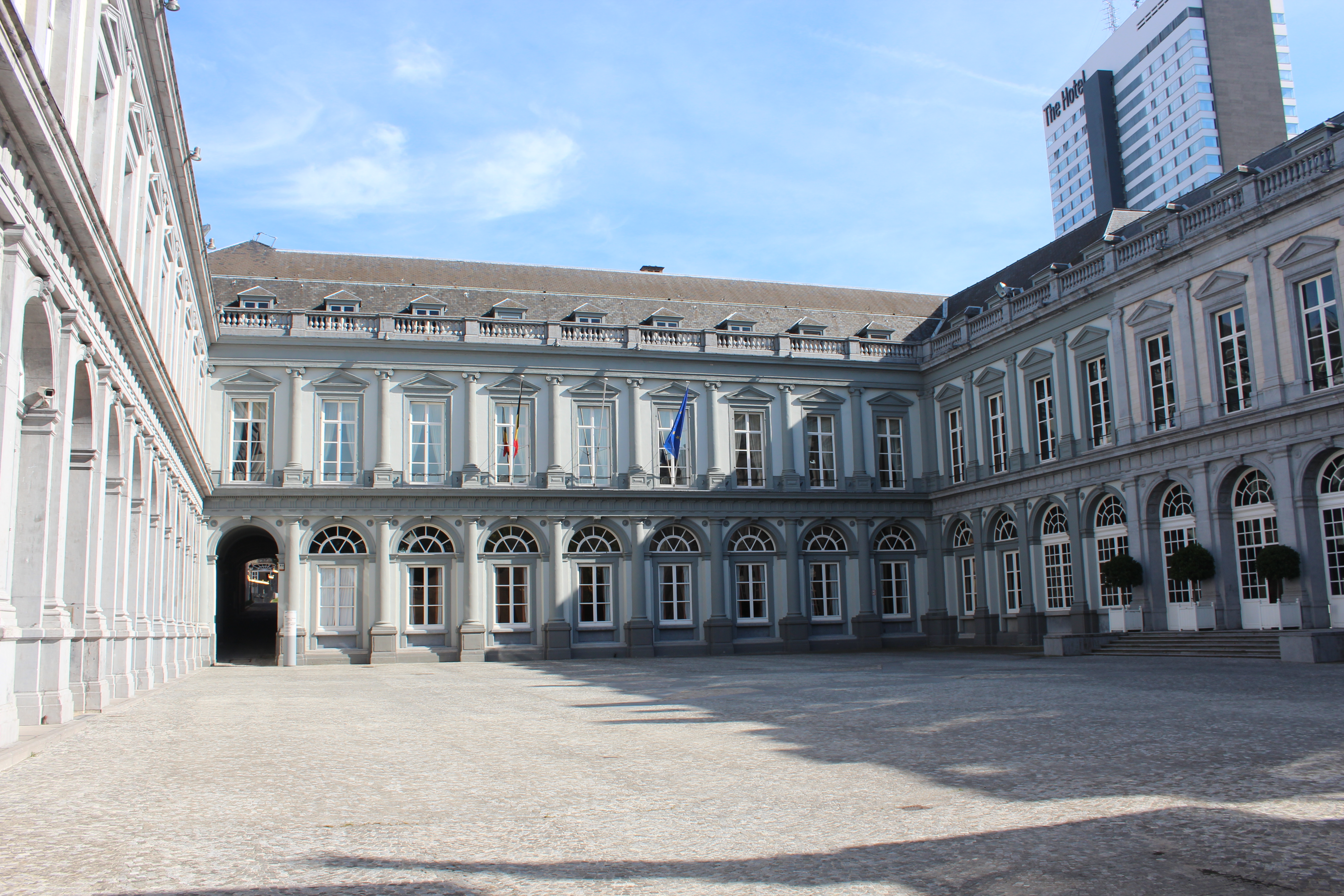
Le Palais d'Egmont à Bruxelles

Enfin, la Direction du Protocole assurerait les services nécessaires au maintien des relations officielles entre l'État belge et les représentations diplomatiques étrangères établies en Belgique. Elle veillerait à l'application des Conventions de Vienne sur les relations diplomatiques et consulaires et des accords de siège entre la Belgique et les organisations internationales établies ou représentées en Belgique. Cela comprendrait les aspects relatifs aux privilèges et immunités diplomatiques, ainsi que les questions strictement protocolaires. La Direction du Protocole est également chargée de recevoir les dignitaires étrangers, d'organiser les événements au Palais d'Egmont et d'accorder les faveurs et « honneurs nobles » dans les ordres nationaux.

## Dans les coulisses des Affaires étrangères
En 2019, la chaîne flamande VIER a diffusé la série d'émissions « De Ambassade ». Cette série de huit épisodes présentait certaines des activités du SPF Affaires étrangères et de son réseau de postes. Plusieurs ambassades ont été présentées, comme les ambassades de Belgique à Bangkok (Thaïlande) et Nairobi (Kenya), ainsi que les consulats généraux à New York (États-Unis) et Rio de Janeiro (Brésil).
En 2020, la chaîne de télévision flamande Canvas a diffusé le documentaire « Corps Diplomatique », réalisé par le journaliste et réalisateur de documentaires Bart Aerts. La série a été produite en collaboration avec le SPF Affaires étrangères et a tenté d'ouvrir au public les portes de la diplomatie belge en 5 épisodes tournés dans plusieurs postes, dont celui de New York (Nations unies), de Bruxelles (Union européenne), de Bamako (Mali) et de Pékin (Chine).